# Álvaro Cassiani
Álvaro Luis Cassiani Herrera (* 8. Februar 1990) ist ein venezolanischer Sprinter.

## Sportliche Laufbahn
Erste Erfahrungen bei internationalen Meisterschaften sammelte Álvaro Cassiani im Jahr 2006, als er bei den Jugendsüdamerikameisterschaften in Caracas in 11,16 s den sechsten Platz im 100-Meter-Lauf belegte und über 200 Meter mit 22,55 s Rang sieben erreichte. Zudem gewann er mit der venezolanischen Sprintstaffel (1000 Meter) in 1:54,20 min die Silbermedaille und wurde mit der 4-mal-100-Meter-Staffel in 42,67 s Fünfter. 2008 nahm er dann an den Juniorenweltmeisterschaften in Bydgoszcz teil, scheiterte dort aber mit 10,77 s und 21,85 s über 100 und 200 Meter jeweils in der ersten Runde. Anschließend belegte er bei den U23-Südamerikameisterschaften in Lima in 11,12 s den fünften Platz über 100 Meter und kam mit der Staffel nicht bis ins Ziel. Zudem schied er bei den Ibero-Amerikanischen Meisterschaften in Iquique mit 10,88 s im Vorlauf über 100 Meter aus und wurde mit der Staffel disqualifiziert. Im Jahr darauf schied er bei den Zentralamerikameisterschaften in Havanna im 200-Meter-Lauf mit 21,96 s im Vorlauf aus und bei den Südamerikameisterschaften in Lima mit 10,82 s über 100 Meter. 2010 gewann er bei den U23-Südamerikameisterschaften, die im Zuge der Südamerikaspiele in Medellín ausgetragen wurden, mit der 4-mal-100-Meter-Staffel in 40,22 s die Silbermedaille hinter dem Team aus Kolumbien. Zudem wurde er über 100 Meter im Vorlauf disqualifiziert.
2011 nahm er an den Militärweltspielen in Rio de Janeiro teil und erreichte dort über 200 Meter das Halbfinale, in dem er mit 22,09 s ausschied, während er mit der Staffel in 40,08 s den vierten Platz belegte. 2013 schied er bei den Südamerikameisterschaften in Cartagena mit 10,91 s über 100 Meter in der ersten Runde, gewann aber mit der Staffel in 39,81 s die Bronzemedaille hinter Brasilien und Kolumbien. Damit qualifizierte sich die Staffel auch für die Weltmeisterschaften in Moskau, verfehlte dort aber mit 39,14 s den Finaleinzug. Anschließend gewann er bei den Juegos Bolivarianos in Trujillo in 10,65 s die Bronzemedaille über 100 Meter hinter dem Ecuadorianer Álex Quiñónez und Isidro Montoya aus Kolumbien und auch über 200 Meter sicherte er sich in 21,30 s die Bronzemedaille hinter Quiñónez und seinem Landsmann Jermaine Chirinos. Zudem siegte er mit der Staffel in 39,34 s. 2014 nahm er erneut an den Südamerikaspielen in Santiago de Chile teil und belegte dort in 10,60 s den sechsten Platz über 100 Meter und wurde über 200 Meter in 21,36 s Siebter, während er mit der Staffel in 39,85 s die Silbermedaille hinter dem Team aus Brasilien gewann. Anschließend schied er bei den World Relays auf den Bahamas mit 39,29 s in der Vorrunde aus und gewann bei den Zentralamerika- und Karibikspielen in Veracruz in 39,22 s die Bronzemedaille hinter den Mannschaften aus Kuba und der Dominikanischen Republik.
2015 belegte er bei den Südamerikameisterschaften in Lima in 21,42 s den fünften Platz über 200 Meter und gewann mit der Staffel in 40,19 s die Silbermedaille hinter dem Team aus Ecuador. Im Jahr darauf nahm er mit der Staffel an den Ibero-Amerikanischen Meisterschaften in Rio de Janeiro teil, konnte dort sein Rennen aber nicht beenden. 2017 gewann er bei den Südamerikameisterschaften in Luque in 20,90 s die Silbermedaille hinter dem Kolumbianer Bernardo Baloyes und sicherte sich mit der Staffel in 39,74 s die Bronzemedaille hinter Brasilien und Kolumbien. Zudem wurde er in 10,49 s Siebter über 100 Meter.
2015 und 2019 wurde Cassiani venezolanischer Meister im 200-Meter-Lauf.

## Persönliche Bestzeiten
- 100 Meter: 10,41 s, 27. April 2012 in Maracaibo
- 200 Meter: 20,84 s (+1,6 m/s), 17. Mai 2014 in Maracaibo